# Mobile Suit Crossbone Gundam
Mobile Suit Crossbone Gundam ( 機動戦士クロスボーン·ガンダムKidou Senshi Kurosubōn Gandamu ) es un manga de seis volúmenes escrita por Yoshiyuki Tomino e ilustrado por Yuichi Hasegawa, publicado en la revista Shonen Ace de la editorial Kadokawa Shoten  entre diciembre de 1994 marzo de 1997. El manga es la secuela de la película Mobile Suit Gundam F91, la cual nunca ha sido distribuido oficialmente fuera de Japón.

## Argumento
La historia se ambienta en el año 0133 de la era Universal Century, diez años después de los hechos de la película Mobile Suit Gundam F91, Cosmo Babylon, la nación que nació al final de la película de F91, ya no existe, pues Cecile Farchild (la protagonista femenina de la película ya mencionada) retomó su nombre original como Berah Ronah causando una guerra civil, la cual condujo al final de Cosmo Babylon. Un nuevo enemigo se divisaba en el horizonte, un enemigo que desde los tiempos de Mobile Suit Zeta Gundam ya se le temía porque no se sabía nada de ellos. Se trataba de Imperio de Júpiter. Cuando Cecile se da cuenta de esta amenaza es que revive a la Crossbone Vanguard como un grupo de piratas, con el fin de eliminar esta amenaza contra la esfera terrestre. A ella se unen Kincaido Nau, quien resulta ser Seabook, protagonista de F91, y Zabine Chareux, un antiguo soldado de la Crossbone Vanguard así como rival de Seabook ahora llamado Kincaido, entre otros muchos talentosos miembros.
Kincaido y Zabine son los aces de esta nueva Crossbone Vanguard, por ello pilotean los nuevos modelos de Gundam o sea se los Crossbone X-1 y X-2 respectivamente. La nave principal es la Mother Vanguard, una nave que puede viajar desde la Tierra en poco tiempo, al menos en la secuela se dice que hasta en 10 días. Debido a que esta nave está equipada con las primeras alas de luz que saldrían en Victory Gundam.
Para la Federación y el ojo público, el Imperio de Júpiter se había mantenido como neutral. Ya que durante los conflictos pasados fueron estos los que proveyeron a todos los bandos del preciado Helio-3, combustible necesario en los reactores Minovsky. Pero Berah los había descubierto, con las intenciones de atacar la Tierra.
En todo este embrollo se ve envuelto Tobia Arronax. Un estudiante de intercambio entre la Tierra y Júpiter.  Él se ve inmiscuido en un ataque de la Crossbone a una base del Imperio, y eventualmente es llevado a la Mother Vanguard por Kincaido. Allí Tobia se decide a seguir a la Crossbone y descubrir que es lo que trama el Imperio de Júpiter. Junto a Tobia estará Bernadette Briett, la cual más tarde se descubre que es Tetenith Dogatie, hija del líder de Júpiter.
El líder del Imperio de Júpiter es el presidente Crux Dogatie, quien tiene un profundo odio hacia la Tierra que será desvelado a lo largo del manga.
Uno de los objetivos de los piratas (Crossbone Vanguard) es la de detener o matar a Dogatie, antes de que lance su invasión en contra de la tierra, esa fue la razón por al cual Tobia y Kincaido se infiltran en el imperio, para descubrir la ubicación de Dogatie. Al final este logra evadir a la Crossbone y se lanza en la Jupitris 9 hacia la Tierra junto con su ejército.
Los piratas deciden perseguirlos pero en el camino Zabine los traiciona, pues el quería revivir a Cosmo Babylon y su ideal de socideda Aristocratica. También se enfrentan al escuadrón de élite de joviano, los Death Gale. Su líder sería Giri Gadeucca Aspis, y los otros dos miembros son Rosemary Raspberry y Barnes Gernsback. Se dan varias peripecias tras la traición y deserción de Zabine. La Crossbone se ve enfrentada directamente con la Federación y es casi eliminada con la ayuda, de hasta ese momento aun buenos vecinos jovianos. Incluso la Mother Vanguard es destruida y a Kincaido se le da por muerto. Tobia, Berah y Bernadette viven un tiempo en la Tierra, hasta que los encuentran los Death Gale. Tobia los enfrenta en su nuevo Gundam el X-3, pero al final es gracias a la intervención de Kincaido, que no estaba muerto, que logra derrotarlos.
Curiosamente Tobia solo destruye los mobile suits del Death Gale y deja vivir a todos sus miembros. Mientras tanto Tobia, Kincaido y otros 3 pilotos de la Crossbone toman rumbo al espacio para apoyar a la federación en la destrucción de Jupitris 9, ya que este amenazaba con bombardear la Tierra con armas nucleares y dejarla sin vida.
Gracias a que Barnes les dice a Tobia y Kincaido el punto débil del Jupitris 9, es que logran desabilitarla. Pero Dogatie no se da por vencido y desvela su carta del triunfo, 8 Mobiel Armor, los Divinidad, todos equipados con armas nucleares. Para ese punto las fuerzas de la Federación ya estaban débiles pero el día es salvado gracias a que las colonias espaciales envían a la batalla a sus fuerzas de defensa. Eso era algo con lo que Dogatie no contaba, pues el pensó que las colonias se quedarían sin hacer nada.
Al final se da una batalla entre Kincaido y Zabien, ganando el primero. Así como otra batalla entre Tobia y Dogatie, saliendo victorioso Tobia no sin antes sacrificar el X-3.
Los miembros de la Crossbone Vanguard se reúnen de nuevo en la tierra tras la derrota de las fuerzas Jovinas. Berah decide retomar su antiguo nombre de Cecile, e irse a vivir con Kincaido el cual retomó su nombre de Seabook. Tobia se queda como nuevo líder de la Crossbone Vanguard, así como el mobile suit X-1, el cual heredó de Seabook.

## Secuelas
Crossbone Gundam ha tenido cuatro secuelas:
- Mobile Suit Crossbone Gundam: Skull Heart (2002-2004) - escrito por Yuichi Hasegawa, el manga de un solo volumen se centra tres años después de la finalización de Crossbone Gundam , con viñetas breves que detallan más aventuras del Crossbone Vanguard.
- Mobile Suit Crossbone Gundam: The Steel Seven (2006-2007) - a un corto tiempo después de los acontecimientos del Skull Heart, la serie de tres volúmenes introduce a Europa Dogatie, la madre de Bernadette, que huye a la Tierra para advertir a Vanguard que el Imperio de Júpiter planifica destruir el planeta usando un láser masiva colonia llamada "Zeus' Ira". El peligro solicita Tovia de encontrar una manera de llegar a Júpiter y formar un equipo de élite de los pilotos para destruir el sistema láser.
- Mobile Suit Crossbone Gundam: Ghost (2011-2016) - en torno a los acontecimientos de la serie de televisión 1993-1994 Mobile Suit Victory Gundam. La serie introduce nuevos personajes: Font Baud, un entusiasta del mobile suit; Curtis Rothko, un operativo ciego del comando de las fuerzas especiales "Serpiente" Tacon de Júpiter; y Belle, la hija de una de las familias de Júpiter, y al parecer la propia hija de Curtis. La trama gira en torno a los esfuerzos de Curtis para proteger la fuente de tropas del Imperio Zanscare después de que él descubre la información sobre la superarma ángel de Halo. Las cosas se complican por la aparición de un mobile suit de Crossbone Gundam, a pesar de que todas las unidades se creía destruido en el clímax del manga The Steel Seven.
- Mobile Suit Crossbone Gundam: Dust (2016-presente) - fijó dieciséis años después de Mobile Suit Victory Gundam. Actualmente está siendo serializado.

## Crossbone Gundam en otros medios
Los personajes y mechas de Crossbone Gundam a menudo aparecen en la serie de videojuegos SD Gundam G Generation. La serie también aparece en 2nd Super Robot Wars Alpha, que forma parte de la franquicia Super Robot Wars; es la primera serie no animado en llegarse en un videojuego de Super Robot Wars. En 2010, Crossbone Gundam apareció en Another Century's Episode: R, contraparte de acción de Super Robot Wars.
La serie de animación Gundam Build Fighters tiene uno de los participantes en el Campeonato de la batalla Gunpla, Mao Yasaka, sobre el terreno una versión de los Crossbones llama el XM-X9999 Crossbone Gundam Maoh.
En una encuesta realizada por AnimeAnime.jp, Crossbone Gundam fue votado como la adaptación al anime más buscado por encima de cualquier otra manga no adaptadas.